# عاشوراء (أكلة)
عاشوراء هي حلوى شحمية تتكوَّن من خليط من أنواع مختلفة من الحبوب والفواكه الطازجة والفواكه المجفَّفة والمكسرات تُؤكل عادة في يوم عاشوراء.
تختلف الوصفة من كل بلد وعائلة. فتُحضَّر في مصر من خليط من القمح والحليب والسكر، ويُرَش فوق الطبق الزبيب وجوز الهند والمكسرات. أما في تركيا فتتكوَّن من المكونات المصرية نفسها، ولكن مع إضافة الفاصولياء والحمص وبعض أنواع الفاكهة كالرمان والبرتقال.
يُعرف الطبق أيضًا باسم حلوى نوح؛ إذ يَعتقد الأتراك بأن النبي نوح هو أول من اخترع الطبق. وتقول الأسطورة التي يُعيد البعض أصلها إلى أرمينية، إنه عندما بدأ الغذاء ينفَد في السفينة، بدأ نوح بتجميع بقايا الطعام وطهيها في إناء وكانت النتيجة طبق عاشوراء.